# КӀв
КӀв, кIв – trójznak cyrylicy, używany od 1938 r. w języku abazyńskim. Wykorzystywany jest do oznaczania dźwięku [k'ʷ]. Jego odpowiednikiem w alfabecie łacińskim, wykorzystywanym w latach 1932–1938, był dwuznak Ⱪu.

## Przykład użycia
| Język     | Przykład | Tłumaczenie |       |
| --------- | -------- | ----------- | ----- |
| abazyński | кIва́гъа  | topór       | [ 5 ] |

## Kodowanie
| Forma     | Wygląd | Części składowe | Części składowe | Części składowe |
| --------- | ------ | --------------- | --------------- | --------------- |
| majuskuła | КӀв    | U+041A К        | U+04C0 Ӏ        | U+0432 в        |
| minuskuła | кIв    | U+043A к        | U+04C0 ӏ        | U+0432 в        |